# Dioxipposz
Dioxipposz (Kr. e. 4. század) görög komédiaköltő
Az attikai újkomédia költője volt Athénben. Néhány darabjának címét, illetve néhány töredékét megőrizte Athénaiosz és a Szuda-lexikon.